# Exelon Pavilions
 Los pabellones Exelon son cuatro edificios que generan electricidad a partir de energía solar y brindan acceso a un estacionamiento subterráneo en Millennium Park en el área de la comunidad Loop de Chicago en el Condado de Cook, Illinois, Estados Unidos. El Northeast Exelon Pavilion y Northwest Exelon Pavilion (conjuntamente con North Exelon Pavilions) están ubicados en el extremo norte del parque a lo largo de Randolph Street, y flanquean el Teatro Harris. El Southeast Exelon Pavilion y Southwest Exelon Pavilion (conjuntamente con South Exelon Pavilions) están ubicados en el extremo sur del parque a lo largo de Monroe Street, y flanquean el Jardín Lurie. Juntos, los pabellones generan 19,840 kilovatios-hora (71,400 MJ) de electricidad al año, con un valor aproximado de $ 2,350 por año.
Los cuatro pabellones, que costaron $7 million, fueron diseñados en enero de 2001 ; la construcción comenzó en enero de 2004. Los pabellones del sur se completaron y abrieron en Julio de 2004, mientras que los pabellones del norte se completaron en noviembre de 2004, con una gran inauguración el abril 30 2005. Además de producir energía, tres de los cuatro pabellones brindan acceso a los garajes de estacionamiento debajo del parque, mientras que el cuarto sirve como centro de recepción y oficina del parque. Exelon, una compañía que genera la electricidad transmitida por su subsidiaria Commonwealth Edison, donó $ 5.5.   Millones para los pabellones. El crítico de arquitectura del Chicago Tribune Blair Kamin elogió a los pabellones del sur como "pequeñas joyas modernistas", pero criticó a los pabellones del norte como "casi todos negros e impenetrables". Los Pabellones del Norte han recibido la calificación de plata de Liderazgo en Diseño de Energía y Medio Ambiente (LEED) del Green Building Council de los Estados Unidos, así como un premio de la Sociedad Americana de Ingenieros de Calefacción, Refrigeración y Aire Acondicionado (ASHRAE).

## Fondo

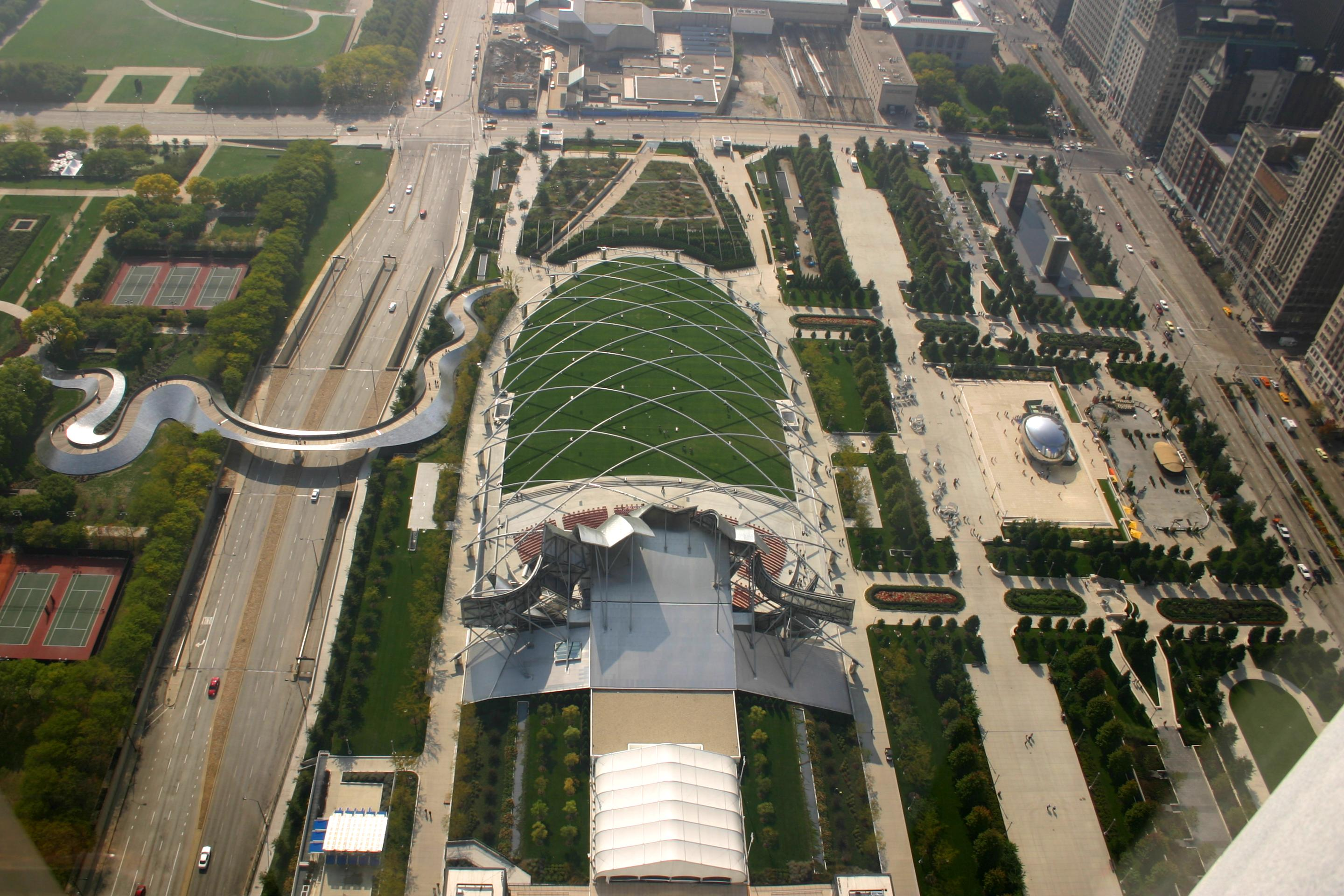
Vista aérea del Parque Millennium en 2005; el norte está en la parte inferior

Ubicado entre el lago Míchigan al este y el Loop al oeste, Grant Park ha sido el patio delantero de Chicago desde mediados del siglo XIX. Su esquina noroeste, al norte de Monroe Street y el Art Institute, al este de la avenida Míchigan, al sur de Randolph Street, y al oeste de Columbus Drive, habían sido los patios y los estacionamientos de los ferrocarriles de Illinois Central hasta 1997, cuando fue puesto a disposición para su desarrollo por el Ciudad como el Parque del Milenio. A partir de 2009, Millennium Park se quedó solo en Navy Pier como una atracción turística de Chicago.
En 1836, un año antes de la incorporación de Chicago, la Junta de Comisionados del Canal realizó subastas públicas de los primeros lotes de la ciudad. Los ciudadanos con la previsión de mantener la orilla del lago como espacio público abierto convencieron a los comisionados para que designen el terreno al este de la avenida Míchigan entre Randolph Street y Park Row (11th Street) "Terreno público: un lugar común para permanecer siempre abierto, despejado y libre de edificios", u Otra Obstrucción, lo que sea ". Grant Park ha estado "siempre abierto, claro y libre" desde entonces, protegido por una legislación que ha sido afirmada por cuatro fallos anteriores de la Corte Suprema de Illinois. En 1839, el secretario de guerra de los Estados Unidos, Joel Roberts Poinsett, retiró la reserva de Fort Dearborn y declaró el terreno entre Randolph Street y Madison Street al este de la avenida Míchigan "Terreno público para siempre vacío de edificios".
Aaron Montgomery Ward, quien es conocido como el inventor del pedido por correo y el protector de Grant Park, demandó dos veces a la ciudad de Chicago para forzarla a remover edificios y estructuras de Grant Park, y para evitar que construya otros nuevos. En 1890, argumentandoque los dueños de la propiedad de la avenida Míchigan tenían servidumbres en los terrenos del parque, Ward inició acciones legales para mantener el parque libre de nuevos edificios. En 1900, la Corte Suprema de Illinois concluyó que todos los vertederos al este de la avenida Míchigan estaban sujetos a dedicaciones y servidumbres. En 1909, cuando intentó impedir la construcción del Museo Field de Historia Natural en el centro del parque, los tribunales afirmaron sus argumentos y el museo se construyó en otro lugar.
Como resultado, la ciudad tiene lo que se denomina restricciones de altura del Montgomery Ward en edificios y estructuras en Grant Park; estructuras de más de 40 pies (12,2 m) altos no están permitidos en el parque, con la excepción de los caracoles. Sin embargo, dentro del Parque Millennium, los 50 pies (15,2 m) Fuente Crown y los 139 pies (42,4 m) Jay Pritzker Pavilion estaba exento de las restricciones de altura, ya que se clasificaron como obras de arte y no como edificios o estructuras. Las estructuras más cortas no se oponen a las restricciones de altura. El Teatro Harris, que se encuentra entre los pabellones del Norte, fue construido en su mayoría bajo tierra para evitar las restricciones. El Pabellón del Noroeste, el más alto de los cuatro, tiene tres pisos de altura; El Pabellón del Noreste tiene dos pisos, y los Pabellones del Sur son cada uno una historia.

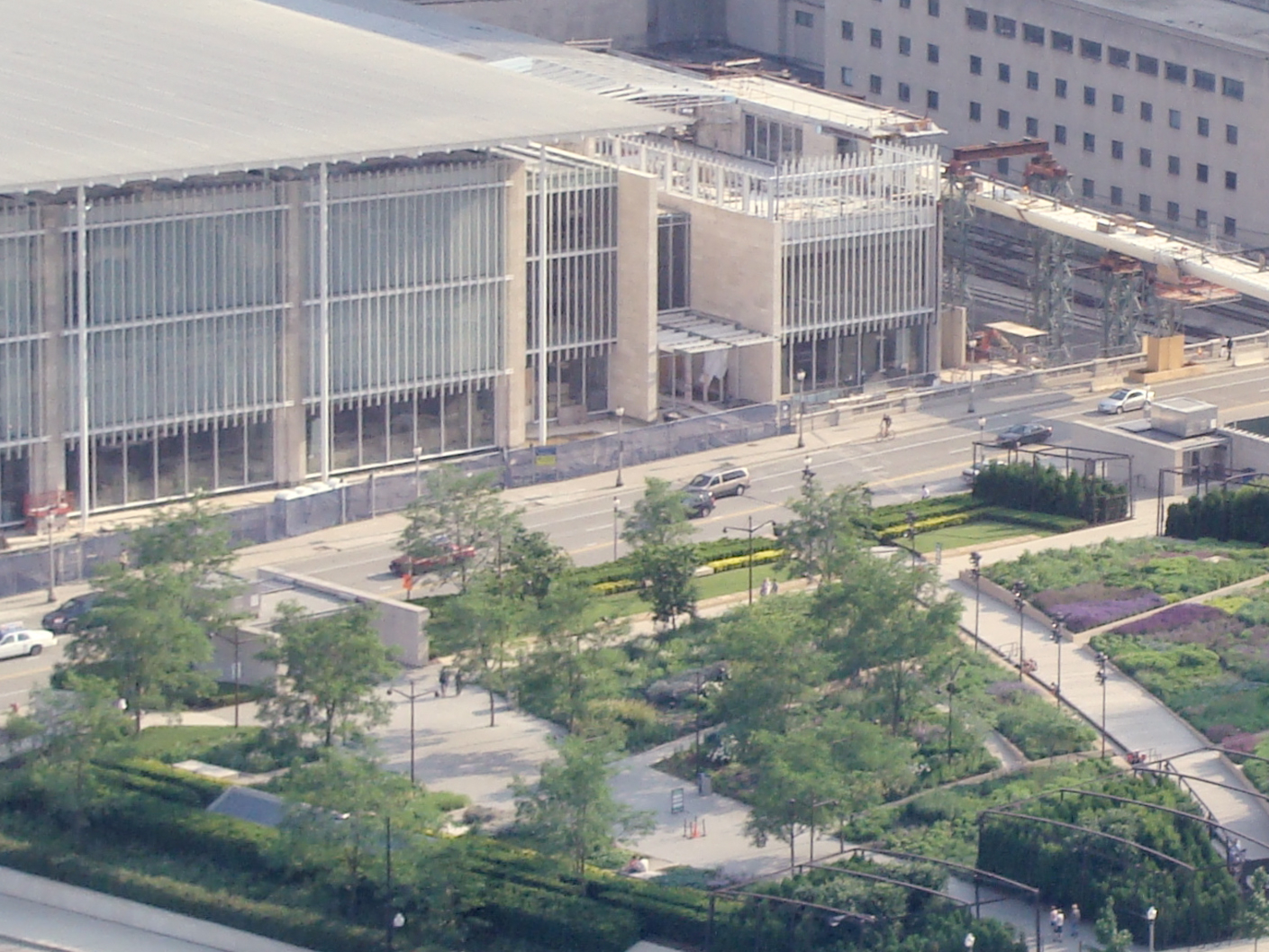
Renzo Piano diseñó los pabellones South Exelon (las dos estructuras en el lado más cercano de la calle en Lurie Garden), el Ala Moderna del Instituto de Arte de 2009 y el Puente de Nichols.

Los pabellones llevan el nombre de Exelon, una empresa con sede en Chicago que genera la electricidad transmitida por su filial Commonwealth Edison (ComEd). La ciudad de Chicago ha colaborado con Exelon y ComEd en una variedad de proyectos ambientales, incluida la instalación de energía solar en edificios, el apoyo al diseño sostenible y la energía renovable, y la promoción de la conciencia social y educativa de la arquitectura verde en la ciudad. Los pabellones cuestan $ 7.   millones, $ 5.5   Millones de los cuales fueron donados por Exelon y ComEd.
El diseñador principal de los pabellones del norte fue Thomas H. Beeby, de Hammond Beeby Rupert Ainge Architects. Los diseños de Beeby para los Pabellones del Norte están "en armonía con el Teatro Harris", de los cuales él también fue el arquitecto. Los pabellones del norte están a lo largo de la calle Randolph, a ambos lados del teatro, que es el lugar cubierto de artes escénicas del Millennium Park.
Los pabellones del sur fueron diseñados por el arquitecto Renzo Piano de Renzo Piano Building Workshop. Piano diseñó el Instituto de Arte del Ala Moderna de Chicago, que se encuentra en Monroe Street desde los Pabellones del Sur y se inauguró en 2009. Las fachadas de los pabellones del sur son de piedra caliza y vidrio para complementar el ala moderna, a pesar de que no se completó hasta varios años después de que se terminaron los pabellones. Piano también diseñó el Nichols Bridgeway, que conecta Millennium Park y el Art Institute, y está al lado del Southwest Pavilion.
El proceso de diseño para los pabellones Exelon comenzó en September 2001, y la construcción comenzó en January 2004. El contratista general para los cuatro pabellones fue Walsh Construction. Los pabellones del sur se completaron en July 2004 y se abrieron cuando Millennium Park celebró su inauguración el July 16 2004. Los pabellones del norte no se terminaron en July 2004, pero se terminaron en noviembre de ese año. Los cuatro pabellones Exelon se abrieron oficialmente al público el April 30 2005.

## Estructuras

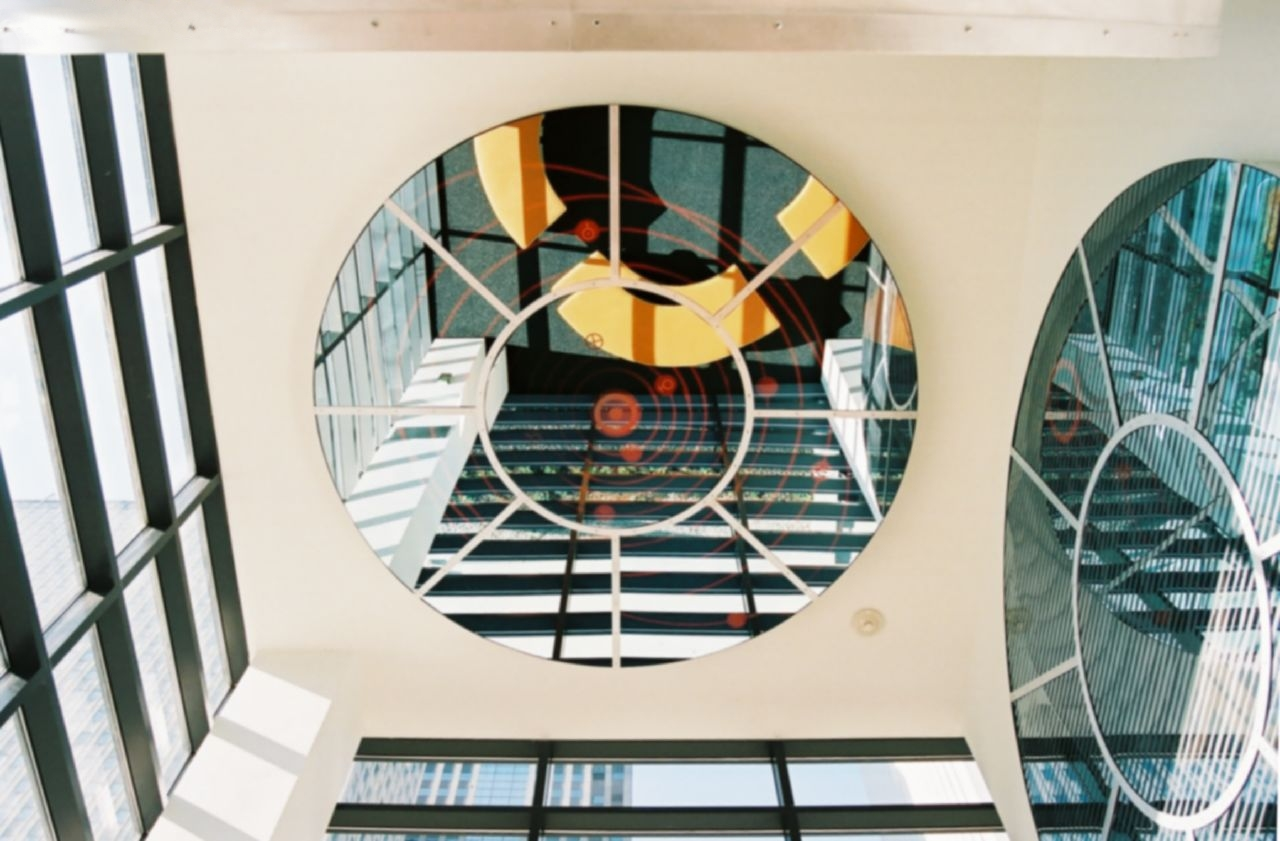
Techo en el interior del pabellón del noroeste de Exelon

Los pabellones del norte fueron diseñados como cubos negros minimalistas, y juntos son capaces de producir 16 000 kilovatios hora (57 600 000 kJ) de electricidad al año. La capa más externa del exterior de cada pabellón es un muro cortina hecho de aluminio reciclado. Estos muros contienen "módulos fotovoltaicos monocristalinos y vidrio aislado especialmente diseñados". La convección de la ganancia de calor solar radiante hace que el aire circule dentro de las cavidades de aire cubiertas por los módulos fotovoltaicos. Se utiliza una "membrana termoplástica altamente reflectante al calor" para impermeabilizar cada techo y ayuda a mitigar el efecto de isla de calor urbano.
Los módulos fotovoltaicos generan electricidad para alimentar gran parte de la iluminación de los pabellones. Los pabellones del norte son los primeros edificios de Chicago que utilizan celdas fotovoltaicas integradas en edificios, que son un sistema de energía solar incorporado en los elementos estructurales del edificio. Los planificadores de Millennium Park afirmaron que los pabellones tenían los primeros muros cortina generadores de electricidad en el medio oeste.

### Pabellón del noroeste
El Pabellón del Noroeste, ubicado en 151 E. Randolph Street, alberga el Centro de Bienvenida Millennium Park y una exhibición de energía de Exelon. Contiene las oficinas de Millennium Park, y baños públicos. El Pabellón Noroeste de tres pisos es el más grande de los cuatro pabellones, con 6100 pies cuadrados (566,7 m²) , y es el único pabellón que no proporciona acceso al estacionamiento de abajo. El Pabellón del Noroeste tiene 460 módulos fotovoltaicos para aprovechar la energía solar, las instalaciones de reciclaje de las casas y sus "acabados interiores y materiales de construcción se derivan de recursos renovables".
El Centro de Bienvenida Millennium Park en el Pabellón del Noroeste ofrece guías para el parque y las sillas de ruedas. Alberga exposiciones sobre parques y energía, y tiene pantallas interactivas sobre cómo funcionan los paneles solares de los pabellones y sobre las energías renovables. Hay exhibiciones con pantallas táctiles interactivas basadas en la web que representan el uso de la energía solar de la ciudad y una presentación dinámica de video multipantalla sobre generación y uso de electricidad. El atrio del edificio incluye una escultura de los artistas con sede en Chicago, Patrick McGee y Adelheid Mers, con tres retroiluminados de 9 pies (2,7 m) espejos de dos vías. La escultura, titulada Heliosfera, Biosfera, Tecnósfera, está "diseñada para interpretar los vínculos entre la atmósfera de la Tierra, el sistema solar y las aplicaciones científicas". Es la única obra de arte permanente de artistas de Chicago dentro del parque.

### Pabellón del noreste

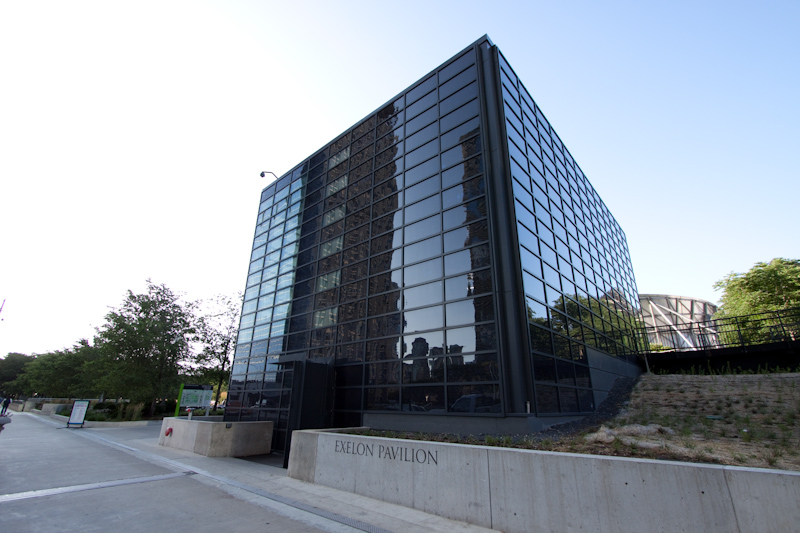
El Northeast Exelon Pavilion tiene una entrada al garaje debajo y una tienda.

The Northeast Pavilion alberga una entrada peatonal al estacionamiento del Millennium Park, y brinda acceso a la terraza de la azotea del Teatro Harris. Está en 201 E. Randolph Street, al este del teatro y al oeste del McDonald's Cycle Center. El segundo piso del pabellón tiene la Chicago Shop, que ofrece un tour de audio autoguiado por el Millennium Park en alquiler y vende recuerdos oficiales del Millennium Park y Chicago. El Pabellón Noreste de dos pisos es el segundo más grande, con 4100 pies cuadrados (380,9 m²) de superficie, y también tiene 460 módulos fotovoltaicos para generar electricidad a partir de la luz solar.

### Pabellones del sur
Los pabellones del sur están al este y al oeste del Jardín Lurie a lo largo de la calle Monroe, y sus paredes de vidrio permiten ver el jardín. Los dos pabellones del sur brindan acceso al estacionamiento debajo del parque. Los 550 pies cuadrados (51,1 m²) Southwest Pavilion es el más pequeño de los cuatro pabellones, y tiene el menor número de módulos fotovoltaicos con 16 en su techo. Está al oeste del jardín y al este del Nichols Bridgeway. El Pabellón del sudeste está al este del jardín, tiene la segunda área más pequeña a 750 pies cuadrados (69,7 m²) , y tiene 24 módulos fotovoltaicos en el techo. Juntos, estos dos pabellones son capaces de producir 3840 kilovatios hora (13 824 000 kJ) de electricidad al año.

## Recepción y reconocimiento.

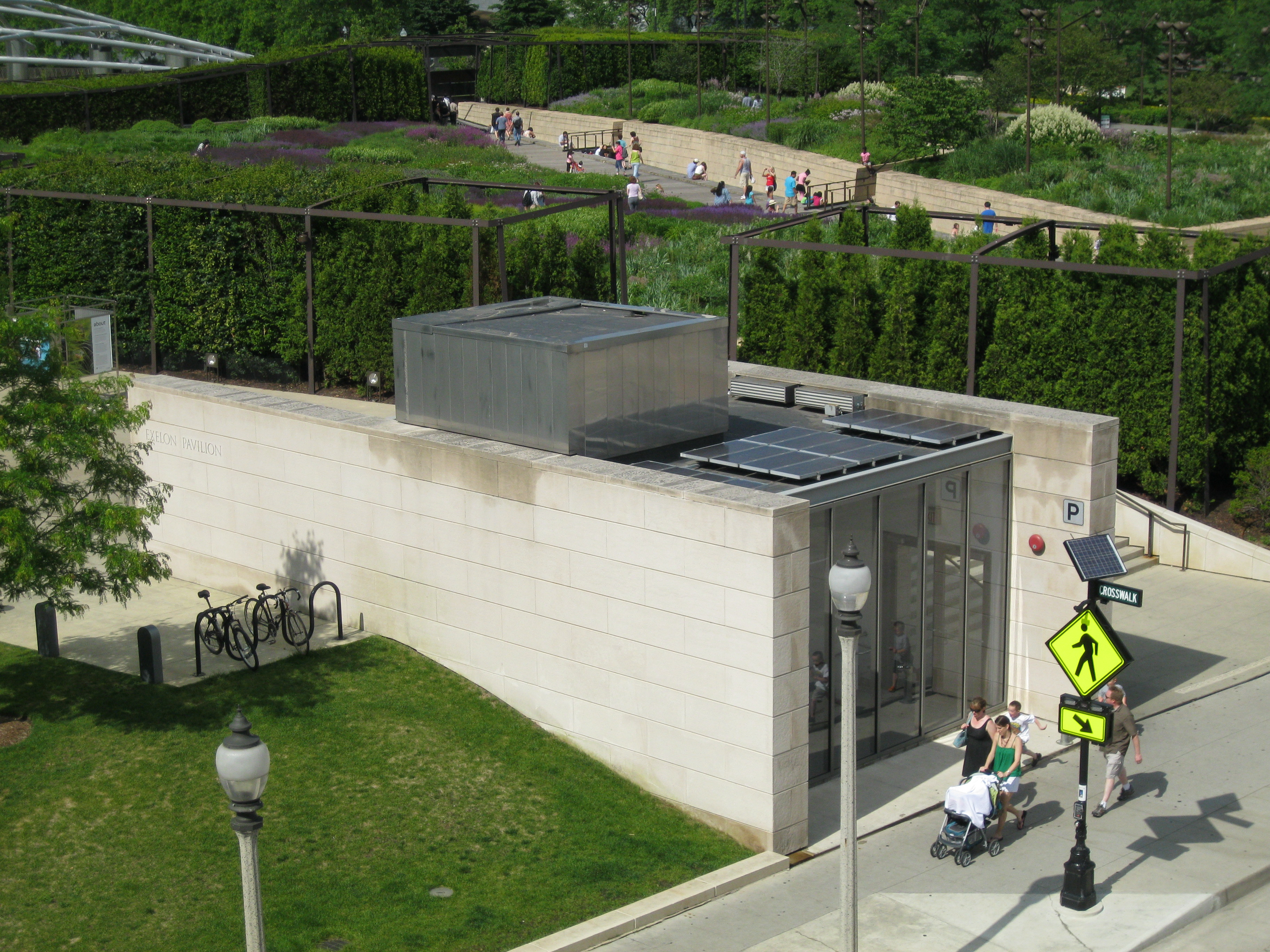
Blair Kamin describió los pabellones del sudoeste (en la foto) y del sudeste de Exelon como "pequeñas joyas modernistas, casi como de casa".

El crítico de arquitectura del Chicago Tribune ganador del Premio Pulitzer Blair Kamin elogió la decisión de que los arquitectos diseñen los pabellones como un "golpe inspirado", especulando que si sus diseños se hubieran dejado a los contratistas, los visitantes del Parque del Milenio podrían haber visto impresionantes "chozas utilitarias contundentes" ". Kamin estaba satisfecho con los pabellones del sur de Piano, describiéndolos como "joyas modernistas menores, casi como de casa". Elogió la forma en que sus paredes de piedra caliza complementan el vidrio transparente a modo de contraste, y observó que anticipaban la próxima adición de Piano al Art Institute of Chicago Building. Kamin le dio a los pabellones del sur una calificación de tres estrellas de un posible cuatro, o "muy bueno".
Kamin estaba menos complacido con los pabellones del norte de Beeby, que describió como "casi todos negros e impenetrables" y en comparación con el casco de Darth Vader. Reconoció la innovadora tecnología de los pabellones y su "función de diseño urbano" como alas para el Teatro Harris, que Kamin sintió "permite que el teatro se pare mejor al Pritzker Pavilion, diseñado por Frank Gehry hacia el sur". Debido a que no estaban terminados cuando escribió su reseña en July 2004, Kamin no otorgó a los Pabellones del Norte una calificación general de estrellas; Él expresó la esperanza de que tuvieran una apariencia más agradable una vez que se hayan completado.
Los pabellones han sido reconocidos por su uso innovador de energía renovable y diseño ecológico. En 2005, los Pabellones del Norte recibieron la calificación de plata de Liderazgo en Diseño de Energía y Medio Ambiente (LEED) del Green Building Council de los Estados Unidos. Recibieron una Mención de Honor en el Premio de Tecnología en la categoría de "Uso de Energía Alternativa y / o Renovable - Nueva construcción" de la Sociedad Americana de Ingenieros de Calefacción, Refrigeración y Aire Acondicionado (ASHRAE). El Departamento de Energía de los Estados Unidos ha reconocido a todos los pabellones como parte de su Iniciativa Million Solar Roofs. En 2005, Chicago ocupó el cuarto lugar entre las ciudades de Estados Unidos en instalaciones solares; la finalización de los pabellones Exelon llevó a la ciudad a un total de 1 MW de sistemas fotovoltaicos instalados. Los pabellones juntos generan 19 840 kilovatios hora (71 424 000 kJ) de electricidad anualmente, valor de $ 2,353 por año a precios promedio de electricidad en Illinois en 2010. Según la Ciudad de Chicago, esta energía es suficiente para alimentar el equivalente a 14 casas eficientes con calificación Energy Star en Chicago.